# South Northamptonshire (circonscription britannique)
Circonscription parlementaire de la Chambre des communes
La circonscription de South Northamptonshire est une circonscription électorale anglaise située dans le Northamptonshire.
Depuis 2024, elle est représentée à la Chambre des communes du Parlement britannique par Sarah Bool du Parti conservateur.

## Députés
Les Members of Parliament (MPs) de la circonscription sont :
| Législature         | Années    | Député     | Député         | Parti        |
| ------------------- | --------- | ---------- | -------------- | ------------ |
| Recréée de Daventry |           |            |                |              |
| 55e                 | 2010–2015 |            | Andrea Leadsom | Conservateur |
| 56e                 | 2015–2017 |            | Andrea Leadsom | Conservateur |
| 57e                 | 2017–2019 |            | Andrea Leadsom | Conservateur |
| 58e                 | 2019–2024 |            | Andrea Leadsom | Conservateur |
| 59e                 | 1983–1987 | Sarah Bool |                | Conservateur |

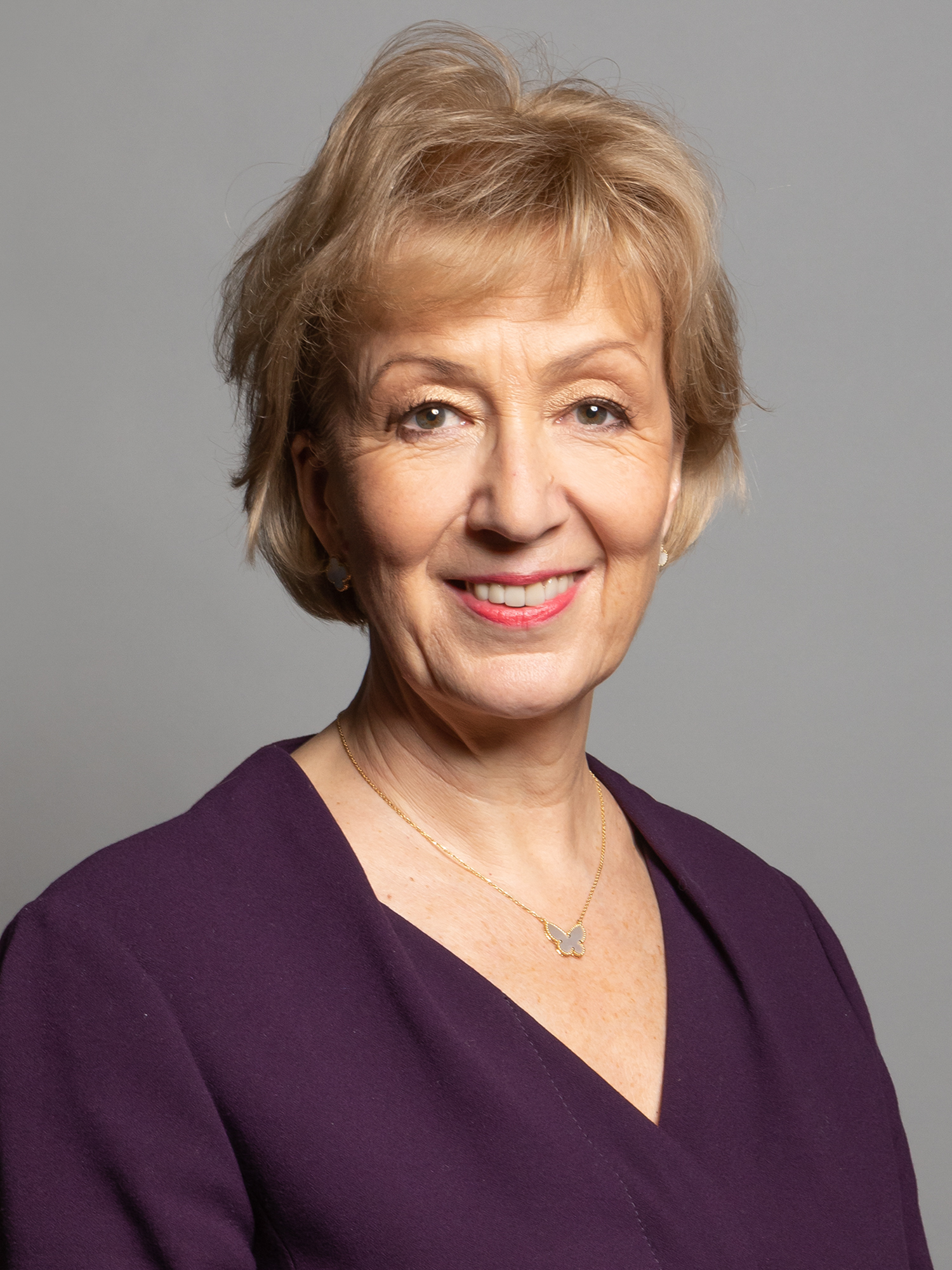
Andrea Leadsom (2010-2024)
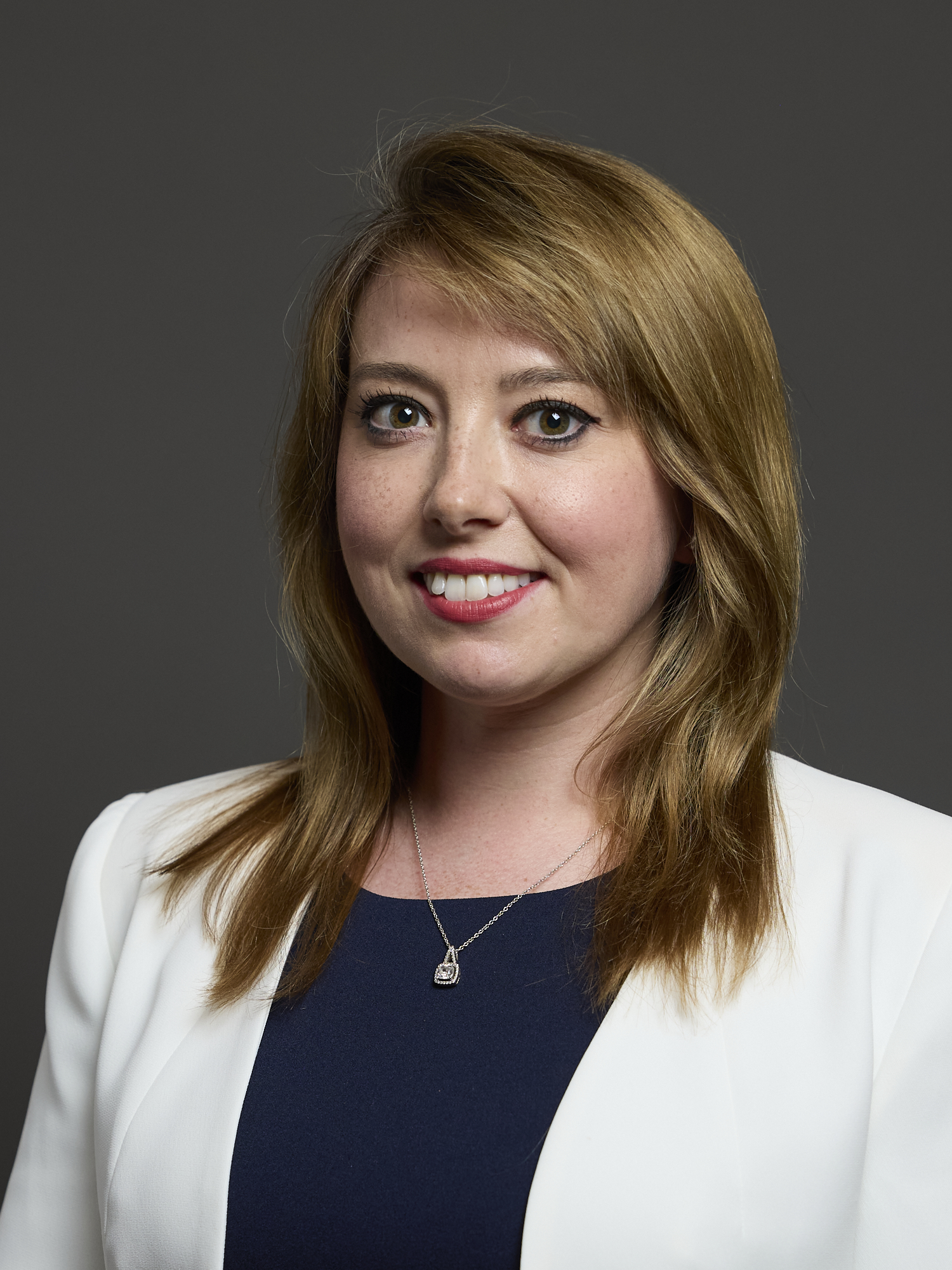
Sarah Bool (depuis 2024)